# Peter Schiller
Peter Schiller (* 29. Juni 1957 in Selb; † 22. Mai 2020 in Berlin) war ein deutscher Eishockeyspieler.

## Karriere
Peter Schiller wechselte 1975 vom VER Selb zum Kölner EC. In Köln absolvierte er neben dem Sport eine Lehre zum Steuerfachgehilfen. Schon in den ersten Jahren beim KEC erhielt er viele Einsätze. In seiner vierten Saison in Köln gehörte er zu den wichtigsten Spielern der Mannschaft, die sich überlegen den Meistertitel sicherte – es war bereits die zweite Meisterschaft für Schiller und den KEC nach 1977. Der Flügelstürmer gehörte in den Folgejahren stets zu den besten Spielern im Team der Haie und blieb auch während der ersten großen Finanzkrise dem Verein treu. 1983/84 gewann er mit dem KEC erneut die deutsche Meisterschaft. Im darauf folgenden Jahr sorgte er im Europapokal für großes Aufsehen, als er während des Spiels gegen Bozen, das der KEC mit 6:1 gewann, aus Langeweile mit dem Puck hinter das eigene Tor lief und dort Liegestützen machte. Insgesamt bestritt Schiller für die Kölner 494 Ligaspiele und erzielte dabei 208 Tore.
Nach seiner vierten Meisterschaft mit den Kölnern 1986 wechselte Schiller zum Mannheimer ERC. Dort erreichte er mit dem Team auf Anhieb das Finale der Play-offs, welches man allerdings gegen den Kölner EC verlor. Auch in den drei Jahren darauf unterlag er mit den Mannheimern stets gegen seinen ehemaligen Verein, 1988 im Halbfinale, ein Jahr später im Spiel um den dritten Platz und 1990 im Viertelfinale. Auch in seinem letzten Jahr in Mannheim reichte es nicht mehr für einen Titel, man schied bereits im Viertelfinale der Play-offs aus. 1991 schloss sich Schiller Eisbären Berlin an. Er spielte dort noch zwei Saisons, bevor er sich als Sportinvalide (Bandscheibe) aus dem aktiven Eishockey zurückzog.
Peter Schiller hat in seiner Karriere 94 Länderspiele für die Nationalmannschaft bestritten und nahm an zwei Olympischen Spielen und vier Weltmeisterschaften teil.
Peter Schiller starb im Mai 2020 mit 62 Jahren an Herzversagen.

## Sonstiges
1974/75 spielte Peter Schiller auch Fußball im Nachwuchs der SpVgg Selb.